# Llistat de certificacions de vendes discogràfiques
És una pràctica comuna que la indústria de la música mundial atorgui premis als artistes més reeixits, basant-se en el total d'unitats venudes als detallistes. Aquests premis i els seus requisits de vendes són definits pels diversos organismes de certificació que representen a la indústria de la música a diversos països i territoris al voltant del món. Les certificacions estàndard atorgades consten de diverses combinacions de discos de plata, or, platí i diamant, en ordre ascendent segons els requisits de vendes. En la majoria dels casos, un premi «multi-platí» o «multi-diamant» es donen a aquells llançaments que multipliquen els requisits de vendes dels discos de platí o de diamant.
Moltes de les indústries musicals a tot el món estan representades per la Federació Internacional de la Indústria Fonogràfica (IFPI per les seves sigles en anglès). La IFPI opera a 66 països i compta amb associacions afiliades en altres 46 països. En alguns casos la IFPI simplement està afiliada amb els organismes de certificació totalment operatius dins d'un país, però en molts altres països amb indústries menys desenvolupades, la IFPI actua com l'únic organisme encarregat d'atorgar aquestes certificacions. Altres països no representats per la IFPI compten amb organismes certificadors que operen de manera independent, tals com les companyies discogràfiques individuals que serveixen com a representants de la indústria de la música d'una regió sencera.
Encara que tots els organismes certificadors donen premis per les vendes d'àlbums, molts també certifiquen senzills, descàrregues digitals legals, àlbums en DVD i ringtones. A més, alguns organismes tenen una escala diferent per atorgar certificacions depenent si són obres d'artistes nacionals, internacionals, d'algun gènere en específic, segons la durada o el format, etc.

## Àlbums
Els nombres principals indiquen les unitats que s'han de vendre per aconseguir la certificació per part d'artistes nacionals, mentre que els nombres en cursiva i entre parèntesis de sota indiquen les vendes que un artista estranger ha d'aconseguir per obtenir la certificació. On només hi ha un nombre, no existeix diferència entre la quantitat per a tots dos tipus. Altres notes i excepcions es troben anotades al final de l'annex.
| País/ Territori                          | Organisme certificador                                                                   | Vendes per certificat | Vendes per certificat | Vendes per certificat | Vendes per certificat |
| País/ Territori                          | Organisme certificador                                                                   | Plata                 | Or                    | Platí                 | Diamant               |
| ---------------------------------------- | ---------------------------------------------------------------------------------------- | --------------------- | --------------------- | --------------------- | --------------------- |
| Alemanya                                 | Bundesverband Musikindustrie                                                             | —                     | 100.000               | 200.000               | —                     |
| Argentina                                | Cambra Argentina de Productors de Fonogrames i Videogrames (CAPIF)                       | —                     | 20.000                | 40.000                | 250.000               |
| Austràlia                                | Australian Recording Industry Association (ARIA)                                         | —                     | 35.000                | 70.000                | —                     |
| Àustria                                  | Federació Internacional de la Indústria Fonogràfica – Àustria                            | —                     | 7500                  | 15.000                | —                     |
| Bèlgica                                  | Federació Internacional de la Indústria Fonogràfica – Bèlgica                            | —                     | 10.000 (15.000)       | 20.000 (30.000)       | —                     |
| Brasil                                   | Associação Brasileira dos Produtores de Discos (ABPD)                                    | —                     | 40.000 (20.000)       | 80.000 (40.000)       | 300.000 (160.000)     |
| Bulgària                                 | Associació Búlgara de Productors de Música (BAMP)                                        | —                     | 15.000 (10.000)       | 30.000 (20.000)       | —                     |
| Canadà                                   | Canadian Recording Industry Association (CRIA)                                           | —                     | 40.000                | 80.000                | 800.000               |
| Xile                                     | Federació Internacional de la Indústria Fonogràfica – Xile                               | —                     | 7500                  | 15.000                | —                     |
| Xina                                     | Administració Estatal de Ràdio, Cine i Televisió                                         | —                     | 20.000 (10.000)       | 40.000 (20.000)       | —                     |
| Colòmbia                                 | Asociación Colombiana de Productores de Fonogramas (ASINCOL)                             | —                     | 10.000 (5.000)        | 20.000 (10.000)       | 200.000               |
| Corea del Sud                            | Associació de la Indústria de la Música de Corea (MIAK)                                  | —                     | 5.000                 | 10.000                | —                     |
| Croàcia                                  | Federació Internacional de la Indústria Fonogràfica – Croàcia                            | 3000                  | 7000                  | 15.000                | 30.000                |
| Dinamarca                                | Federació Internacional de la Indústria Fonogràfica – Dinamarca                          | —                     | 10.000                | 20.000                | —                     |
| Equador                                  | Federació Internacional de la Indústria Fonogràfica – Equador                            | —                     | 3.000                 | 6.000                 | —                     |
| Eslovàquia                               | Federació Internacional de la Indústria Fonogràfica – Eslovàquia                         | —                     | 2.000 (1000)          | 4.000 (2000)          | —                     |
| Espanya                                  | Productors de Música Espanyola (PROMUSICAE)                                              | —                     | 20.000                | 40.000                | —                     |
| Estats Units                             | Recording Industry Association of America (RIAA)                                         | —                     | 500.000               | 1.000.000             | 10.000.000            |
| Filipines                                | PHIL Music (PARI)                                                                        | —                     | 7500                  | 15.000                | 150.000               |
| Finlàndia                                | Federació Internacional de la Indústria Fonogràfica – Finlàndia                          | —                     | 10.000                | 20.000                | —                     |
| França                                   | Syndicat National de l'Édition Phonographique (SNEP)                                     | —                     | 50.000                | 100.000               | 500.000               |
| Grècia                                   | Federació Internacional de la Indústria Fonogràfica - Grècia                             | —                     | 6000 (3.000)          | 12.000 (6.000)        | —                     |
| Hong Kong                                | Federació Internacional de la Indústria Fonogràfica – Hong Kong                          | —                     | 15.000 (7.500)        | 30.000 (15.000)       | —                     |
| Hongria                                  | Associació de Companyies Discogràfiques Hongareses (MAHASz)                              | —                     | 2000 (1000)           | 4000 (2.000)          | —                     |
| Índia                                    | Indústria de la Música Índia (IMI)                                                       | —                     | 100.000 (4.000)       | 200.000 (6.000)       | —                     |
| Indonèsia                                | Federació Internacional de la Indústria Fonogràfica - Indonèsia                          | —                     | 35.000 (5.000)        | 75.000 (10.000)       | —                     |
| Irlanda                                  | Associació Irlandesa de la Música Gravada (IRMA)                                         | —                     | 7500                  | 15.000                | —                     |
| Islàndia                                 | Federació Internacional de la Indústria Fonogràfica – Islandia                           | —                     | 5.000                 | 10.000                | —                     |
| Israel                                   | Federació Internacional de la Indústria Fonogràfica – Israel                             | —                     | 15.000 (10.000)       | 30.000 (20.000)       | —                     |
| Itàlia                                   | Federación de la Indústria Musical Italiana (FIMI)                                       | —                     | 25.000                | 30.000                | 500.000               |
| Japó                                     | Associació de la Indústria de la Música del Japó (RIAJ)                                  | —                     | 100.000               | 250.000               | 1.000.000             |
| Líban                                    | Federació Internacional de la Indústria Fonogràfica – Líban                              | —                     | 20.000 (1.000)        | 40.000 (2.000)        | —                     |
| Malàisia                                 | Associació de la Indústria de la Música de Malàisia (RIAM)                               | —                     | 5.000                 | 10.000                | —                     |
| Mèxic                                    | Associació Mexicana de Productors de Fonogramas i Videogramas, A. C. (AMPROFON)          | —                     | 30.000                | 60.000                | 300.000               |
| Noruega                                  | Federació Internacional de la Indústria Fonogràfica – Noruega                            | —                     | 15.000                | 30.000                | —                     |
| Nova Zelanda                             | Associació de la Indústria de la Música de Nova Zelanda (RIANZ)                          | —                     | 7500                  | 15.000                | —                     |
| Països Baixos                            | Nederlandse Vereniging van Producenten en Importeurs van beeld- en geluidsdragers (NVPI) | —                     | 25.000                | 50.000                | —                     |
| Paraguai                                 | Federació Internacional de la Indústria Fonogràfica – Paraguai                           | —                     | 5.000                 | 10.000                | —                     |
| Perú                                     | Federació Internacional de la Indústria Fonogràfica – Perú                               | —                     | 3000                  | 6000                  | —                     |
| Polònia                                  | Productors Polonesos d'Àudio i Vídeo (ZPAV)                                              | —                     | 15.000 (10.000)       | 30.000 (20.000)       | 150.000 (100.000)     |
| Portugal                                 | Associació Fonogràfica de Portugal (AFP)                                                 | —                     | 7500                  | 15.000                | —                     |
| Regne Unit                               | Indústria Fonogràfica Britànica (BPI)                                                    | 60.000                | 100.000               | 300.000               | —                     |
| República Txeca                          | Federació Internacional de la Indústria Fonogràfica – República Checa                    | —                     | 5.000 (2500)          | 10.000 (5.000)        | —                     |
| Rússia                                   | Federació Nacional de Productors de Fonogrames (NFPP)                                    | —                     | 25.000 (5.000)        | 50.000 (10.000)       | —                     |
| Singapur                                 | Associació de la Indústria de la Música de Singapur (RIAS)                               | —                     | 5.000                 | 10.000                | —                     |
| Suècia                                   | Federació Internacional de la Indústria Fonogràfica – Suècia                             | —                     | 20.000                | 40.000                | —                     |
| Suïssa                                   | Federació Internacional de la Indústria Fonogràfica – Suïssa                             | —                     | 10.000                | 20.000                | —                     |
| Tailàndia                                | Federació Internacional de la Indústria Fonogràfica – Tailàndia                          | —                     | 10.000 (5.000)        | 20.000 (10.000)       | —                     |
| Taiwan                                   | Federació Internacional de la Indústria Fonogràfica – Taiwan                             | —                     | 15.000 (5.000)        | 30.000 (10.000)       | —                     |
| Turquia                                  | Societat Turca de Indústries Fonogràficas (Mü-YAP)                                       | —                     | 50.000 (3.000)        | 100.000 (5.000)       | 150.000 (10.000)      |
| Ucraïna                                  | Federació Internacional de la Indústria Fonogràfica – Ucraïna                            | —                     | 50.000 (25.000)       | 100.000 (50.000)      | 500.000 (100.000)     |
| Uruguai                                  | Cámara Uruguaya del Disco (CUD)                                                          | —                     | 2.000                 | 4.000                 | —                     |
| Veneçuela                                | Asociación Venezolana de Intérpretes y Productores de Fonogramas (AVINPRO)               | —                     | 5.000                 | 10.000                | —                     |
| Agències internacionals o multinacionals |                                                                                          |                       |                       |                       |                       |
| Estats del Golf Pèrsic                   | Federació Internacional de la Indústria Fonogràfica – Estados del Golf Pèrsic            | —                     | 10.000 (3000)         | 20.000 (6000)         | —                     |
| Sud-àfrica                               | Indústria de la Música de Sud-àfrica (RISA)                                              | —                     | 20.000                | 40.000                | —                     |
| Plata                                    | Or                                                                                       | Platí                 | Diamant               |                       |                       |
| Vendes per certificat                    |                                                                                          |                       |                       |                       |                       |

## Senzills
| País/Territori                           | Organisme certificador                                                               | Vendes per certificat | Vendes per certificat | Vendes per certificat | Vendes per certificat |
| País/Territori                           | Organisme certificador                                                               | Plata                 | Or                    | Platí                 | Diamant               |
| ---------------------------------------- | ------------------------------------------------------------------------------------ | --------------------- | --------------------- | --------------------- | --------------------- |
| Alemanya                                 | Federació Internacional de la Indústria Fonogràfica (BVMI)                           | —                     | 150.000               | 300.000               | —                     |
| Argentina                                | Cambra Argentina de Productors de Fonogrames i Videogrames (CAPIF)                   | —                     | 10.000                | 20.000                | —                     |
| Àustria                                  | Federació Internacional de la Indústria Fonogràfica – Àustria                        | —                     | 15.000                | 30.000                | —                     |
| Austràlia                                | Associació Australiana de la Indústria de la Música (ÀRIA)                           | —                     | 35.000                | 70.000                | —                     |
| Bèlgica                                  | Federació Internacional de la Indústria Fonogràfica – Bèlgica                        | —                     | 10.000 (15.000)       | 20.000 (30.000)       | —                     |
| Brasil                                   | Associació Brasilera de Productors de Discs (ABDP)                                   | —                     | 50.000 (30.000)       | 100.000 (60.000)      | 500.000 (250.000)     |
| Canadà                                   | Associació Canadenca de la Indústria de la Música (CRIA)                             | —                     | 5.000                 | 10.000                | 100.000               |
| Dinamarca                                | Federació Internacional de la Indústria Fonogràfica – Dinamarca                      | —                     | 15.000                | 30.000                | —                     |
| Egipte                                   | Federació Internacional de la Indústria Fonogràfica – Egipte                         | —                     | 20.000                | 40.000                | —                     |
| Espanya                                  | Productors de Música Espanyola (PROMUSICAE)                                          | —                     | 30.000                | 60.000                | —                     |
| Estats Units                             | Associació de la Indústria Discogràfica dels Estats Units (RIAA)                     | —                     | 500.000               | 1.000.000             | —                     |
| Filipines                                | Federació Internacional de la Indústria Fonogràfica – Filipines                      | —                     | 75.000                | 150.000               | —                     |
| Finlàndia                                | Federació Internacional de la Indústria Fonogràfica – Finlàndia                      | —                     | 5.000                 | 10.000                | —                     |
| França                                   | Sindicat Nacional de l'Edició Fonogràfica (SNEP)                                     | 75.000                | 150.000               | 250.000               |                       |
| Grècia                                   | Federació Internacional de la Indústria Fonogràfica - Grècia                         | —                     | 3.000                 | 6.000                 | —                     |
| Hongria                                  | Associació de Companyies Discogràfiques Hongareses (MAHASz)                          | —                     | 1.500 (1.000)         | 3.000 (2.000)         | —                     |
| Irlanda                                  | Associació Irlandesa de la Música Gravada (IRMA)                                     | —                     | 7.500                 | 15.000                | —                     |
| Itàlia                                   | Federació de la Indústria Musical Italiana (FIMI)                                    | —                     | 15.000                | 30.000                | 60.000                |
| Japó                                     | Associació de la Indústria de la Música del Japó (RIAJ)                              | —                     | 100.000               | 250.000               | 1.000.000             |
| Mèxic                                    | Associació Mexicana de Productors de Fonogrames i Videogramas, A. C. (AMPROFON)      | —                     | 30.000                | 60.000                | 300.000               |
| Noruega                                  | Federació Internacional de la Indústria Fonogràfica – Noruega                        | —                     | 5.000                 | 10.000                | —                     |
| Nova Zelanda                             | Associació de la Indústria de la Música de Nova Zelanda (RIANZ)                      | —                     | 5.000                 | 10.000                | —                     |
| Països Baixos                            | Associació Neerlandesa de Productors i Importadors de Portadors d'Imatge i So (NVPI) | —                     | 10.000                | 20.000                | —                     |
| Portugal                                 | Associació Fonogràfica de Portugal (AFP)>                                            | —                     | 10.000                | 20.000                | —                     |
| Regne Unit                               | Indústria Fonogràfica Britànica (BPI)                                                | 200.000               | 400.000               | 600.000               | —                     |
| República Txeca                          | Federació Internacional de la Indústria Fonogràfica – República Txeca                | —                     | —                     | 1.000                 | 2.000                 |
| Singapur                                 | Associació de la Indústria de la Música de Singapur (RIAS)                           | —                     | 5.000                 | 10.000                | —                     |
| Suècia                                   | Federació Internacional de la Indústria Fonogràfica – Suècia                         | —                     | 20.000                | 40.000                | —                     |
| Suïssa                                   | Federació Internacional de la Indústria Fonogràfica – Suïssa                         | —                     | 15.000                | 30.000                | —                     |
| Tailàndia                                | Federació Internacional de la Indústria Fonogràfica – Tailàndia                      | —                     | 10.000 (5.000)        | 20.000 (10.000)       | —                     |
| Taiwan                                   | Federació Internacional de la Indústria Fonogràfica – Taiwan                         | —                     | 5.000                 | 10.000                | —                     |
| Turquia                                  | Societat Turca d'Indústries Fonogràfiques (Mü-YAP)                                   | —                     | 25.000                | 50.000                | 75.000                |
| Agències internacionals o multinacionals |                                                                                      |                       |                       |                       |                       |
| Sud-àfrica i Lesotho                     | Indústria de la Música de Sud-àfrica (RISA)                                          | —                     | 10.000                | 25.000                | —                     |
| Plata                                    | Or                                                                                   | Platí                 | Diamant               |                       |                       |
| Vendes per certificat                    |                                                                                      |                       |                       |                       |                       |

## Vídeos musicals i àlbums en DVD
| País/Territori        | Organisme certificador                                                               | Vendes per certificat | Vendes per certificat | Vendes per certificat |
| País/Territori        | Organisme certificador                                                               | Or                    | Platí                 | Diamant               |
| --------------------- | ------------------------------------------------------------------------------------ | --------------------- | --------------------- | --------------------- |
| Alemanya              | Federació Internacional de la Indústria Fonogràfica – Alemanya                       | 25.000                | 50.000                | —                     |
| Argentina             | Càmera Argentina de Productors de Fonogrames i Videogramas (CAPIF)                   | 7.500                 | 15.000                | 75.000                |
| Austràlia             | Associació Australiana de la Indústria de la Música (ÀRIA)                           | 7.500                 | 15.000                | —                     |
| Àustria               | Federació Internacional de la Indústria Fonogràfica – Àustria                        | 5.000                 | 10.000                | —                     |
| Bèlgica               | Federació Internacional de la Indústria Fonogràfica – Bèlgica                        | 25.000                | 50.000                | —                     |
| Brasil                | Associació Brasilera de Productors de Discs (ABDP)                                   | 25.000 (15.000)       | 50.000 (30.000)       | 250.000 (125.000)     |
| Canadà                | Associació Canadenca de la Indústria de la Música (CRIA)                             | 5.000                 | 10.000                | 100.000               |
| Xile                  | Federació Internacional de la Indústria Fonogràfica – Xile                           | 2.500                 | 5.000                 | —                     |
| Colòmbia              | Associació Colombiana de Productors de Fonogrames (ASINCOL)                          | 5.000                 | 10.000                | —                     |
| Dinamarca             | Federació Internacional de la Indústria Fonogràfica – Dinamarca                      | 7.500                 | 15.000                | —                     |
| Eslovàquia            | Federació Internacional de la Indústria Fonogràfica – Eslovàquia                     | 750 (375)             | 1.500 (750)           | —                     |
| Espanya               | Productors de Música Espanyola (PROMUSICAE)                                          | 10.000                | 25.000                | —                     |
| Estats Units          | Associació de la Indústria Discogràfica dels Estats Units (RIAA)                     | 50.000                | 100.000               | —                     |
| Filipines             | Federació Internacional de la Indústria Fonogràfica – Filipines                      | 7.500                 | 15.000                | —                     |
| Finlàndia             | Federació Internacional de la Indústria Fonogràfica – Finlàndia                      | 5.000                 | 10.000                | —                     |
| França                | Sindicat Nacional de l'Edició Fonogràfica (SNEP)                                     | 7.500                 | 15.000                | 60.000                |
| Grècia                | Federació Internacional de la Indústria Fonogràfica - Grècia                         | 3.000                 | 6.000                 | —                     |
| Hongria               | Associació de Companyies Discogràfiques Hongareses (MAHASz)                          | 2.000                 | 4.000                 | —                     |
| Irlanda               | Associació Irlandesa de la Música Gravada (IRMA)                                     | 2.000                 | 4.000                 | —                     |
| Islàndia              | Federació Internacional de la Indústria Fonogràfica – Islàndia                       | 5.000                 | 10.000                | —                     |
| Japó                  | Associació de la Indústria de la Música del Japó (RIAJ)                              | 100.000               | 250.000               | 1.000.000             |
| Mèxic                 | Associació Mexicana de Productors de Fonogrames i Videogramas, A. C. (AMPROFON)      | 10.000                | 20.000                | —                     |
| Noruega               | Federació Internacional de la Indústria Fonogràfica – Noruega                        | 5.000                 | 10.000                | —                     |
| Nova Zelanda          | Associació de la Indústria de la Música de Nova Zelanda (RIANZ)                      | 2.500                 | 5.000                 | —                     |
| Països Baixos         | Associació Neerlandesa de Productors i Importadors de Portadors d'Imatge i So (NVPI) | 25.000                | 50.000                | —                     |
| Polònia               | Productors Polonesos d'Àudio i Video (ZPAV)                                          | 5.000                 | 10.000                | —                     |
| Portugal              | Associació Fonogràfica de Portugal (AFP)>                                            | 4.000                 | 8.000                 | —                     |
| Regne Unit            | Indústria Fonogràfica Britànica (BPI)                                                | 25.000                | 50.000                | —                     |
| República Txeca       | Federació Internacional de la Indústria Fonogràfica – República Txeca                | 1.500 (750)           | 3.000 (1500)          | —                     |
| Suècia                | Federació Internacional de la Indústria Fonogràfica – Suècia                         | 5.000                 | 10.000                | —                     |
| Uruguai               | Càmera Uruguaiana del Disc (CUD)                                                     | 1.000                 | 2.000                 | —                     |
| Or                    | Platí                                                                                | Diamant               |                       |                       |
| Vendes per certificat |                                                                                      |                       |                       |                       |